# Белон (Па де Кале)
Белон (фр. Bellonne) насеље је и општина у североисточној Француској у региону Север-Па д Кале, у департману Па де Кале која припада префектури Арас.
По подацима из 2011. године у општини је живело 232 становника, а густина насељености је износила 114,29 становника/km². Општина се простире на површини од 2,03 km². Налази се на средњој надморској висини од 65 метара (максималној 67 m, а минималној 43 m).

## Демографија
| 1962. | 1968. | 1975. | 1982. | 1990. | 1999. | 2011. |
| ----- | ----- | ----- | ----- | ----- | ----- | ----- |
| 115   | 115   | 127   | 166   | 263   | 249   | 232   |

График промене броја становника у току последњих година